# 10042 Budstewart
10042 Budstewart è un asteroide della fascia principale. Scoperto nel 1985, presenta un'orbita caratterizzata da un semiasse maggiore pari a 2,5732408 UA e da un'eccentricità di 0,2247107, inclinata di 12,76305° rispetto all'eclittica.